# Urbe (Italia)
Urbe es una localidad y comune italiana de la provincia de Savona, región de Liguria. Tiene una población estimada, a fines de 2019, de 690 habitantes.

## Evolución demográfica
| Gráfica de evolución demográfica de Urbe entre 1861 y 2001 |
|                                                            |
| Fuente ISTAT - elaboración gráfica de Wikipedia            |